# プレショフ・トロリーバス
プレショフ・トロリーバス（スロバキア語: Trolejbusová doprava v Prešove）は、スロバキアの都市・プレショフ市内のトロリーバス。2021年現在は路線バスと共にプレショフ都市交通会社（Dopravný podnik mesta Prešov a.s.、DPMP）によって運営されている。

## 歴史
プレショフ市内における本格的な公共交通機関の歴史は1949年から営業運転を開始した路線バスから始まったが、1950年代に入ると更なる公共交通の拡充が求められるようになった。そこで、1958年に路線バス網に代わる交通機関の基幹としてトロリーバスを導入することが決定し、当初の計画から遅れが生じたものの1962年5月13日から最初の路線の営業運転が開始された。
その後は1970年代前半まで積極的な延伸が実施され、その後はソビエト連邦から輸入される安価な石油燃料を起因としたモータリーゼーションの影響で発展が停滞したが、1980年代以降は石油危機などの影響で電気交通が見直され、再度延伸が行われるようになった。特に1992年にセクチョフ（Sekčov）の住宅団地への区間が開業して以降、トロリーバスはプレショフ市における公共交通機関の利用客の半数以上が利用するようになった。それ以降、2021年の時点で新規路線の開通は行われていないが、将来的な延伸計画が存在する他、ノンステップバスの導入や車両位置案内システムの採用、施設の改修工事が積極的に進められている。

1990年代のトロリーバス
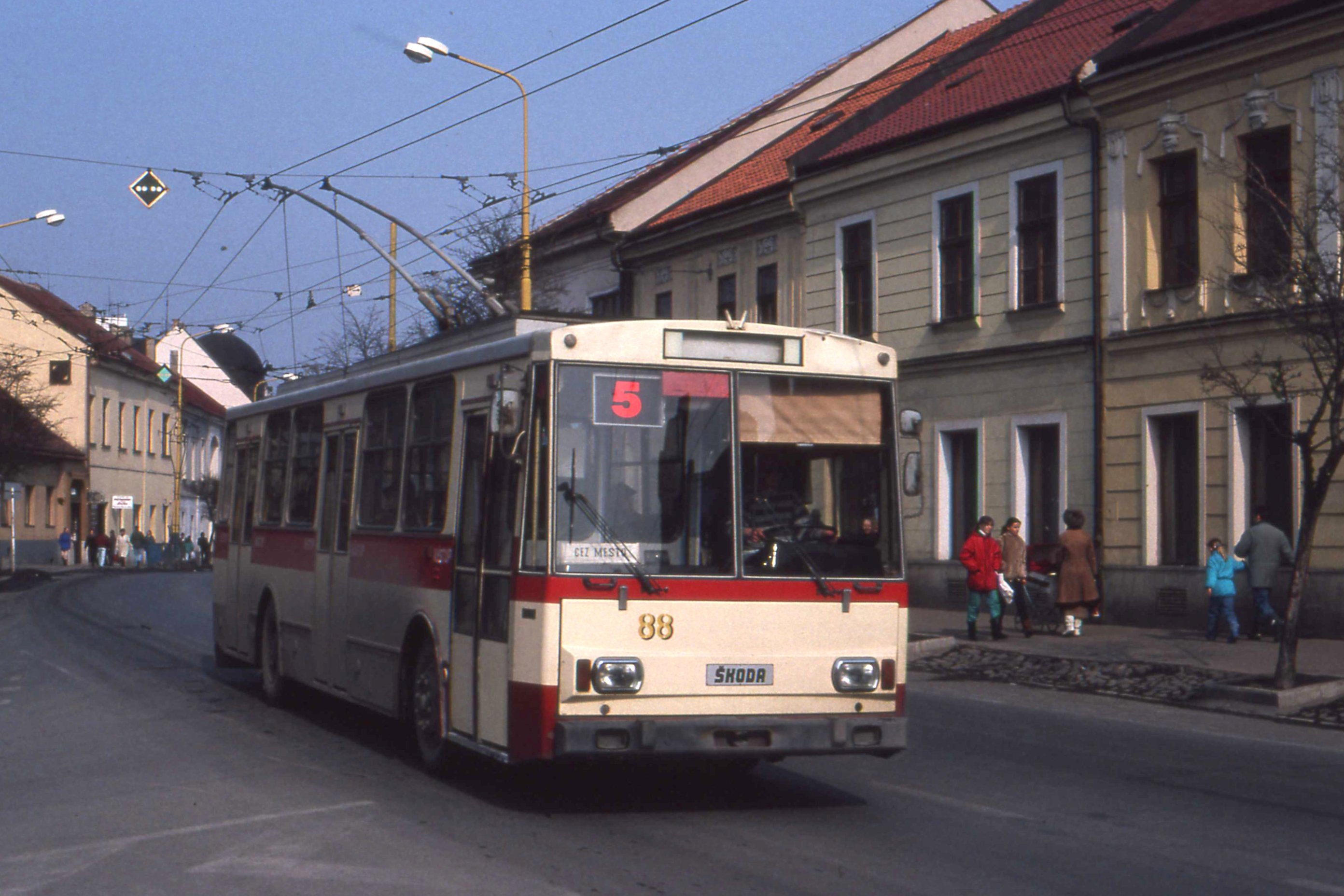
シュコダ14Tr（1993年撮影）
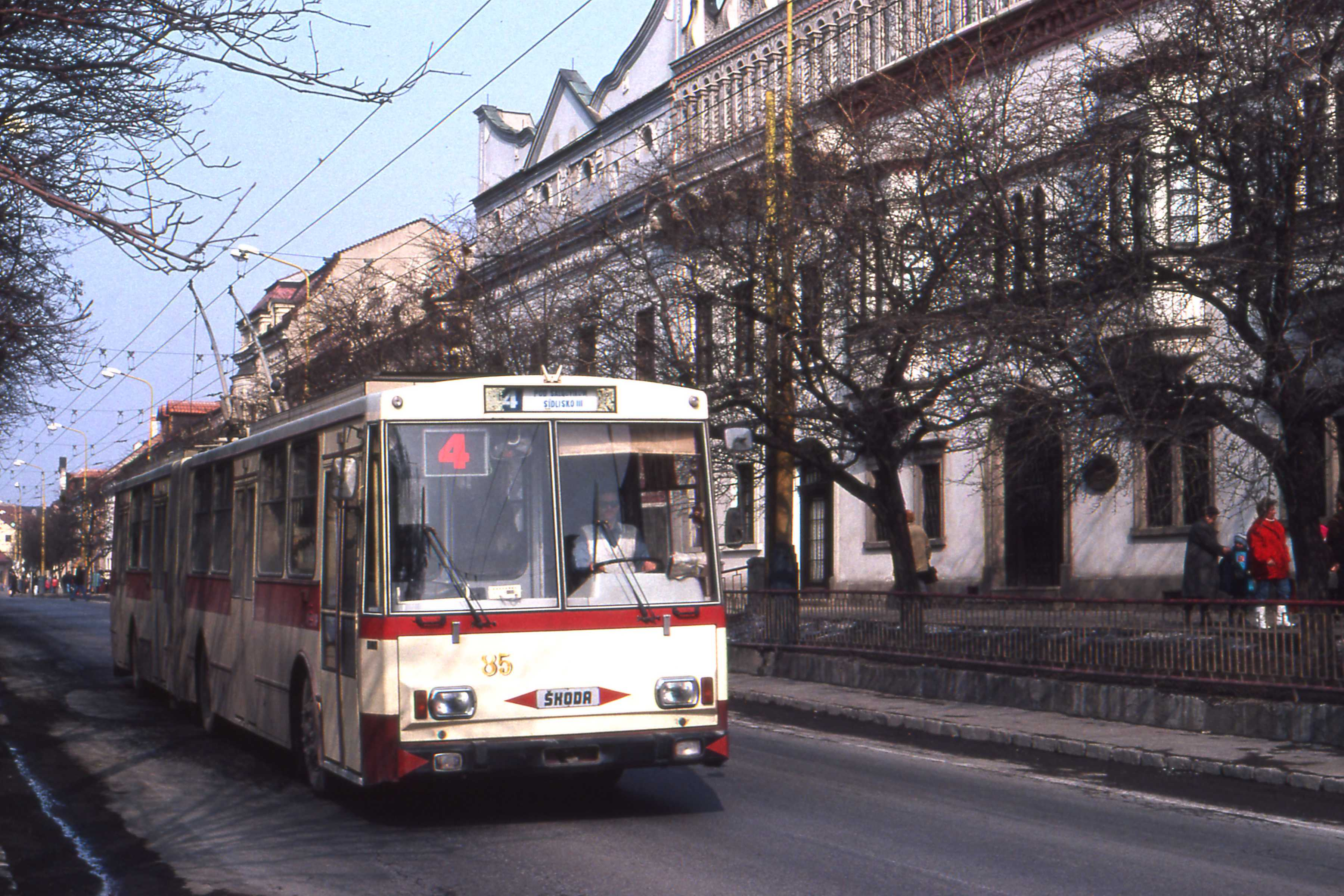
シュコダ15Tr（1993年撮影）

## 系統
2021年現在、プレショフ市内には以下のトロリーバス路線が存在する。
| 系統番号 | 起点              | 終点           | 備考                                                             |
| -------- | ----------------- | -------------- | ---------------------------------------------------------------- |
| 1        | Nižná Šebastová   | Solivar        |                                                                  |
| 2/5      | Dúbrava/Bajkalská | Obrancov mieru | 2号線と5号線はObrancov mieruバス停で系統名を変更し直通運転を実施 |
| 2/5      | Obrancov mieru    | Budovateľská   | 2号線と5号線はObrancov mieruバス停で系統名を変更し直通運転を実施 |
| 4        | Sídlisko III      | Pod Šalgovíkom |                                                                  |
| 7        | Širpo             | Budovateľská   |                                                                  |
| 8        | Sídlisko III      | Sibírska       | 38号線とは経由区間が異なる                                       |
| 38       | Sídlisko III      | Sibírska       | 8号線とは経由区間が異なる                                        |

## 車両
2023年1月の時点で、プレショフ市内のトロリーバスで使用されている営業用車両は以下の通り。同年時点で全車両がノンステップバスに統一されているが、初期のノンステップバスについては故障の頻発により営業運転からの離脱が進み、一部はウクライナの都市への譲渡が行われている。
これに加え、2022年10月には今後の架線レス区間への延伸を見据え、充電池を搭載するSORリブハヴィ製のTNS 12を4両発注している他、2023年1月には同じく充電池を搭載するシュコダ・トランスポーテーション製のシュコダ27Tr・6両分の製造契約が行われている。
| 形式                    | 形式                    | 両数 | 備考     |
| ----------------------- | ----------------------- | ---- | -------- |
| シュコダ24Tr イリスバス | シュコダ24Tr イリスバス | 4両  |          |
| シュコダ25Tr イリスバス | シュコダ25Tr イリスバス | 4両  | 連節バス |
| シュコダ30Tr SOR        | シュコダ30Tr SOR        | 9両  |          |
| シュコダ31Tr SOR        | シュコダ31Tr SOR        | 25両 | 連節バス |

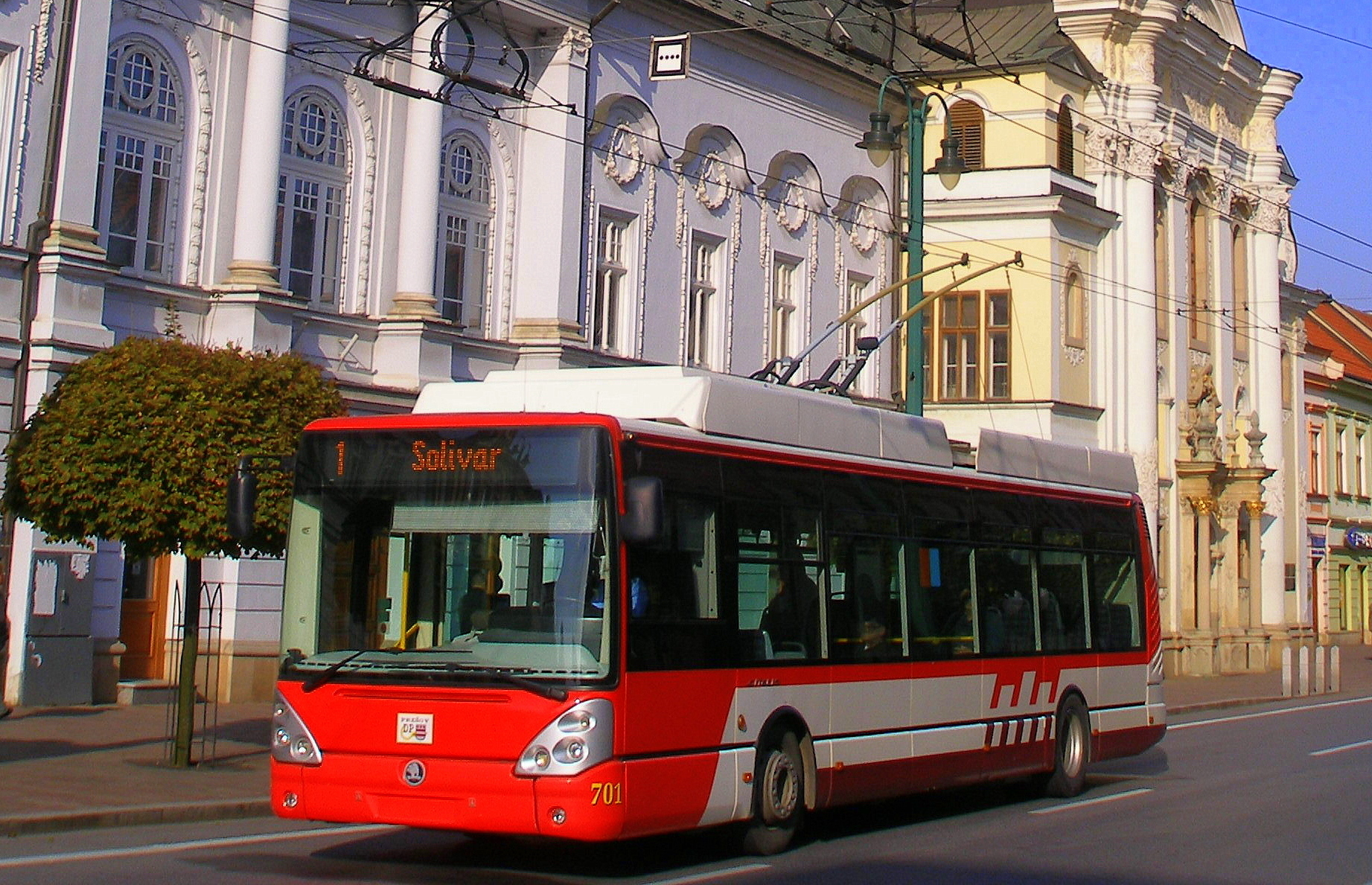
シュコダ24Tr イリスバス（2010年撮影）
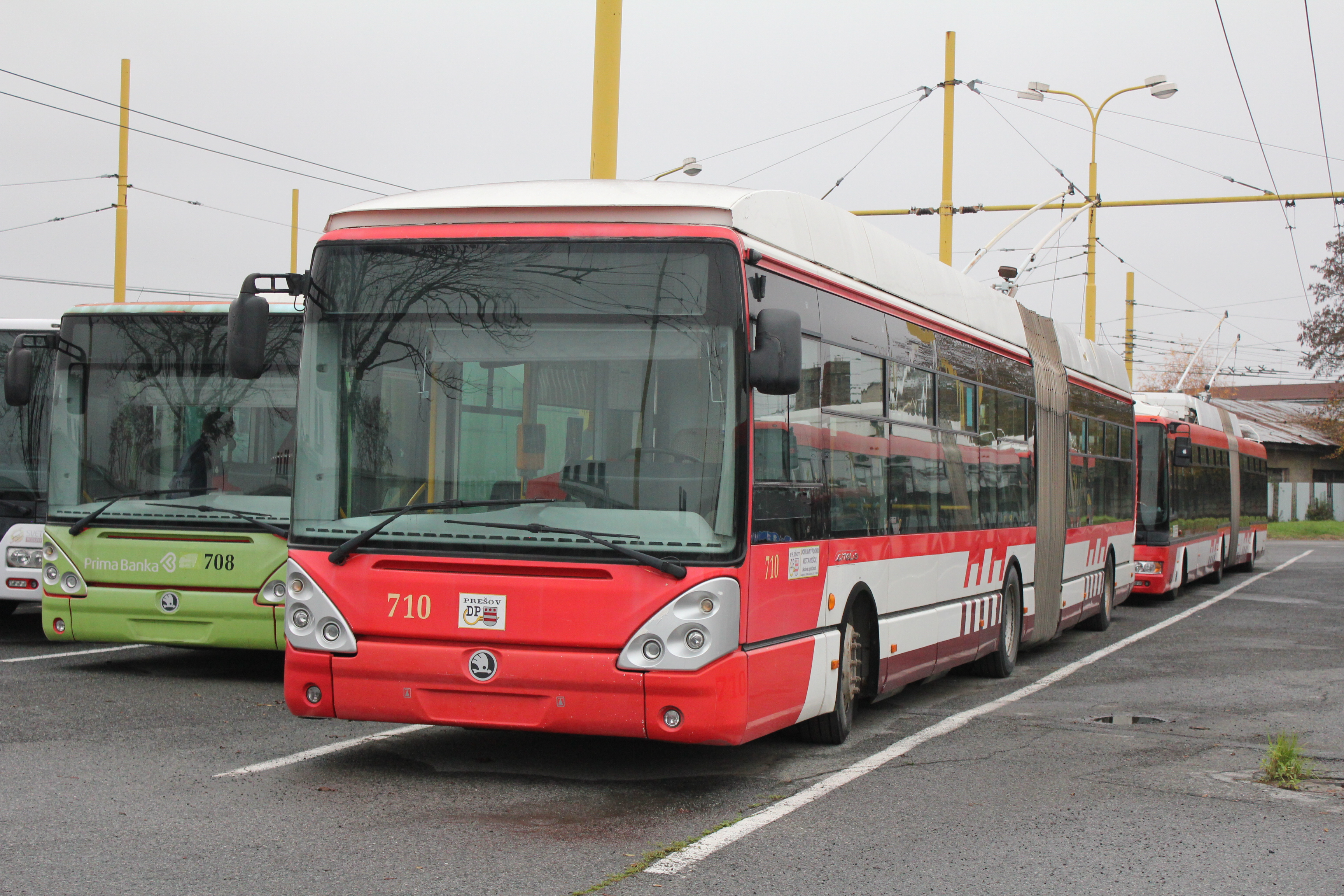
シュコダ25Tr イリスバス（2022年撮影）
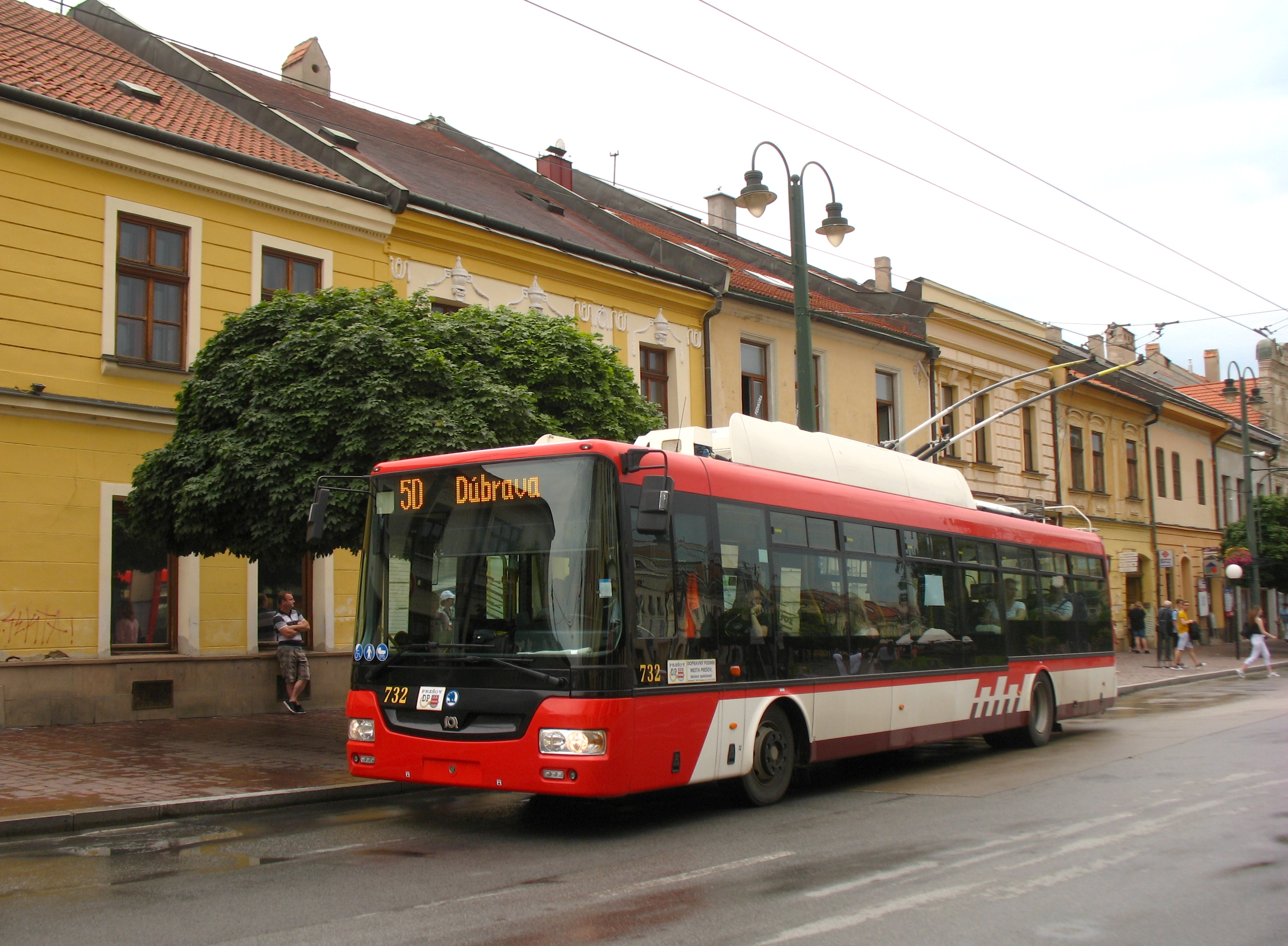
シュコダ30Tr SOR（2019年撮影）
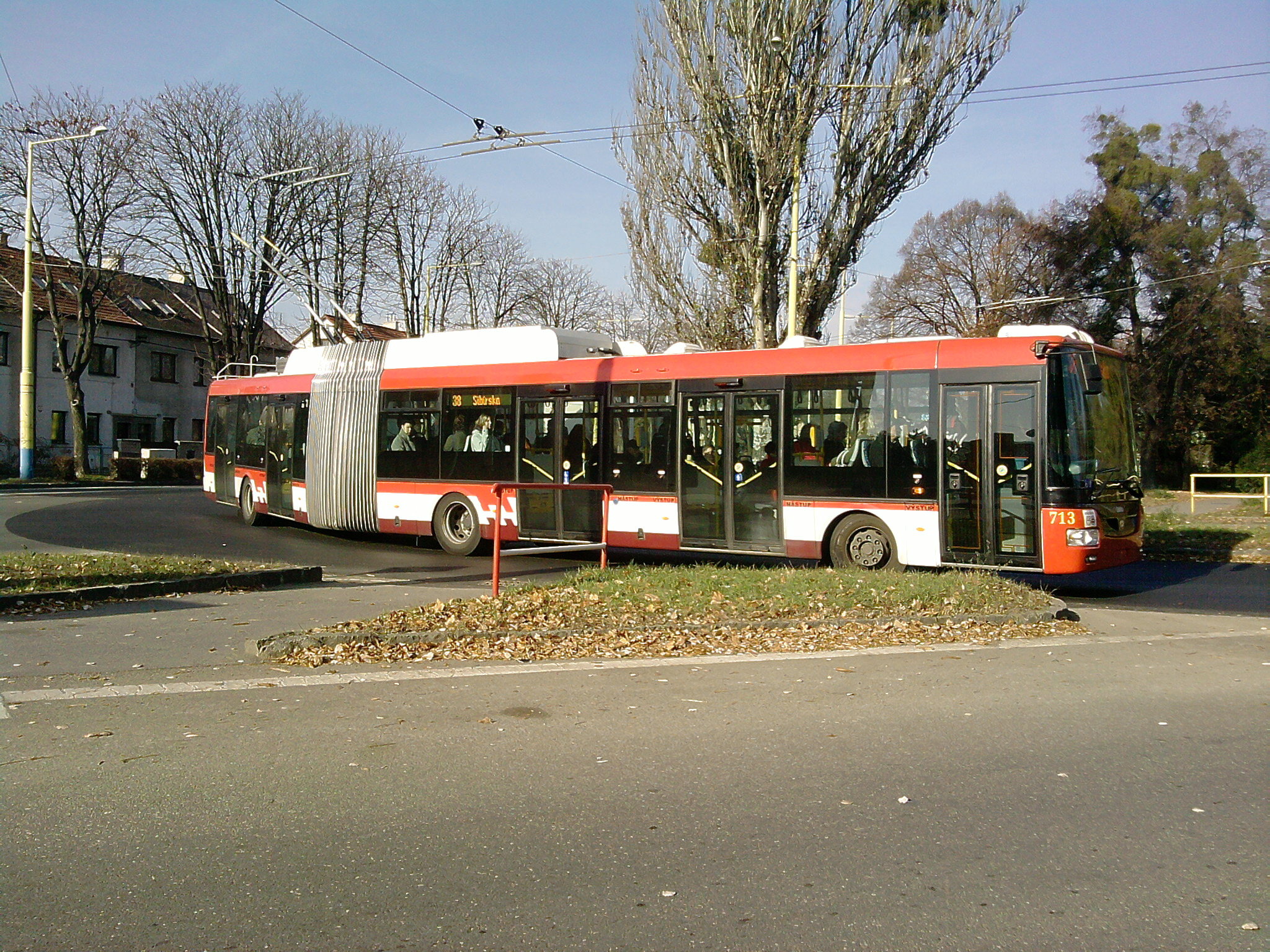
シュコダ31Tr SOR（2011年撮影）